# Keith Padgett
Keith Padgett (...) è un politico britannico, dal 2012 al 2016 è stato il Capo dell'esecutivo delle Isole Falkland.